# Audiosignal
Ein Audiosignal (auch Tonsignal) ist elektrisch gesehen ein Wechselstrom im Hörbereich des Menschen (16 bis allgemein 20000 Hertz) mit einer maximalen Spannung von etwa 1 Volt.
Als Bezugspegel sind 0,775 Volt mit 0 dBV definiert. Das Audiosignal ist also das elektrische Signal, das akustische Informationen über eine Stromleitung transportiert. Stereofonie-Kopfhörer benötigen am Stecker nur drei Kontakte, da die Masse für die linke und die rechte Hörmuschel gemeinsam verwendet werden kann.
Die Verarbeitung von Audiosignalen und die Umwandlung zwischen Schall und Audiosignalen (Mikrofonsignal) sind Gegenstand der Tontechnik und der Signalverarbeitung.
Da viele Frequenzwandler (dynamisches Mikrofon, Tonkopf, Tonabnehmer) eine nur sehr geringe Spannungsamplitude haben, wird diese Spannung möglichst nahe an der Signalquelle mit Verstärkern im Pegel soweit angehoben, dass sie störgeräuscharm weiterverarbeitet werden können.
Da traditionell ursprünglich Röhren und Transistoren in den Verstärkern verwendet wurden, muss darauf geachtet werden, dass es keine physikalische Wechselspannung ist, die vor den Verstärkern anliegt (wie zum Beispiel bei E-Gitarren-Tonabnehmern), da diese die Elektronik (zer-)stören würde; ein zwischengeschalteter Koppelkondensator kann dieses Problem einfach vermeiden (Siehe Emitterschaltung). Eine Verstärkerschaltung mit einem Operationsverstärker würde funktionieren, da dieser positive und negative Spannungen direkt verarbeiten kann.
Bei vielen Geräten der Unterhaltungselektronik wird die Bezeichnung Audiosignal auch zur Abgrenzung vom Videosignal verwendet was im Grunde bedeutet, dass die Signale der Bildfolge für Schwarz/Weiß-Geräte einkanalig, für Farbgeräte dreikanalig getrennt für die Farben Rot/Grün/Blau erfolgt.
Das bisher Gesagte trifft überwiegend nur für das Analogsignal in der Analog-Tontechnik zu.

## Frequenzbereich
Der Frequenzbereich von Audiosignalen ist oft an den menschlichen Hörbereich angelehnt und reicht daher von etwa 20 Hz bis zu 20 kHz (Niederfrequenz). Um hörbare Beeinflussungen des Signals nahe den beiden Grenzfrequenzen auszuschließen, werden für besonders hohe Ansprüche in der HiFi- und Studiotechnik sowie allgemeine Anwendungen (z. B. Tieraufnahmen, Ultraschall) Geräte und Speichermedien (z. B. Super Audio Compact Disc, DVD-Audio) mit wesentlich weiterem Frequenzbereich verwendet.

### Beispiele des Frequenzumfangs
- Signale von Musikkassetten: typisch 50 Hz bis 12 kHz
- Signale von professionellen Tonbändern: 15 Hz bis 18 kHz
- Theoretische Bandbreite der Compact Disc Digital Audio (CDDA): 0 Hz bis 22,05 kHz
- Theoretische Bandbreite der SACD: 0 Hz bis 48 kHz
- Signal einfacher Bühnenmikrofone: 35 Hz bis 15 kHz
- Signal guter Studiokondensatormikrofone: 5 Hz bis 22 kHz
- nutzbarer Bereich von Studio-Messmikrofonen 3 Hz bis 45 kHz
- Bandbreite von guten Hifi-Verstärkern: 10 Hz – 30 kHz
- Bandbreite von guten Studio-Verstärkern: 5 Hz – 40 kHz
- Bandbreite von Ultraschallmikrofonen: typisch 1 kHz – 150 kHz

Bei digitalen Audiosignalen werden die Tonsignale als Zahlenwerte übertragen und verarbeitet, wobei die Abtastrate bestimmt, wie viele solche Zahlenwerte je Sekunde erfasst und verarbeitet werden. Digitale Audiosignale besitzen je nach Audioformat und Kanalzahl z. T. Bandbreiten bis an die 10 MHz.

## Signalstärke
Die Stärke eines Audiosignals wird im Allgemeinen als Pegel bezeichnet. Bei analogen Audiosignalen entspricht der Signalpegel direkt der Amplitude der elektrischen Spannung, welcher wiederum proportional zum Schalldruck bzw. zur Schallschnelle ist.
Bei digitalen Audiosignalen ist der technische Signalpegel unabhängig von der Lautstärke und wird vom Datenübertragungsgerät bestimmt.

## Tonsignaltypen
Gemäß der Psychoakustik sind Töne der Sprache und Musik in den meisten Fällen komplexe Töne, also Schallsignale, die als Summe mit einer endlichen Zahl von sinusförmigen Teiltönen beschrieben werden können. Man kann drei grobe Unterscheidungen treffen.
- Harmonische komplexe Töne
- Angenähert harmonische komplexe Töne
- Gering harmonische komplexe Töne

### Harmonische komplexe Töne
Eine Unterscheidung zwischen rein harmonischen und in-harmonischen komplexen Tönen ist anhand physikalischer Kriterien praktisch kaum oder nur mit einer gewissen Wahrscheinlichkeit möglich. Im Allgemeinen werden als harmonisch komplexe Töne solche bezeichnet, welche periodisch sind und deren Grundton der hauptsächlich wahrgenommenen Tonhöhe entspricht. Das zweite Kriterium kann durch auditiven Tonhöhenvergleich mit Sinustönen verifiziert werden. Zu diesen komplexen Tönen zählen fast alle physikalisch erzeugten Töne, Gesangsstimmen und Sprache.

### Angenähert harmonische komplexe Töne
Als angenähert harmonisch komplexe Töne werden solche bezeichnet, deren höhere Frequenzanteile in einem nicht genau ganzzahligen Bezug zur Grundfrequenz stehen und bereits einen nicht zu vernachlässigenden Anteil an Inharmonizität aufweisen.

### Gering harmonische komplexe Töne
Als gering harmonische komplexe Töne werden Tonsignale bezeichnet, deren Teil-Tonfrequenzen erheblich vom harmonischen Muster abweichen. Dazu gehören alle Klänge, welche durch Anschlagen von Glocken, Stäben oder Röhren oder membranartigen Körpern entstehen. Gebräuchliche Musikinstrumente dieser Art sind Glockenspiel, Xylophon, Marimbaphon, Pauken und Trommeln. Die Frequenzen der Eigenschwingungen von Glocken, Platten, Stäben oder Membranen stehen nicht von vornherein in einer harmonischen Beziehung zueinander und müssen durch gezielte Bearbeitung und Formgebung erst in annähernd harmonisches Verhältnis gebracht werden.